# Semnon
Der Semnon ist ein Fluss in Frankreich, der bei Congrier im Département Mayenne entspringt. Er durchquert die Départements
- Mayenne, Region Pays de la Loire
- Ille-et-Vilaine, Region Bretagne
- Loire-Atlantique, Region Pays de la Loire, und nochmals
- Ille-et-Vilaine

bevor er nach rund 73 Kilometern bei Pléchâtel als linker Nebenfluss in die Vilaine mündet.

## Orte am Fluss
- Senonnes
- Eancé
- Martigné-Ferchaud
- Soulvache
- Ercé-en-Lamée
- Poligné
- Pléchâtel